# Polizeidienstvorschrift
Polizeidienstvorschriften (PDV) sind Dienstvorschriften der deutschen Polizeien. Ein großer Teil von ihnen ist nichtöffentlich und als Verschlusssache eingestuft, da sie unter anderem das taktische Vorgehen der Polizei bei der Aufklärung von Straftaten oder in der Gefahrenabwehr, zum Beispiel das Vorgehen bei Geiselnahmen etc., beschreiben. Polizeidienstvorschriften und Leitfäden werden vom Arbeitskreis II der Innenministerkonferenz herausgegeben und von der Vorschriftenkommission (VK) erarbeitet. Diese Kommission besteht seit 1974 und ist mit folgenden Abgesandten besetzt: je ein Mitglied der Länderpolizeien (außer Polizei des Saarlandes), ein Delegierter des Bundes, ein Delegierter der Deutschen Hochschule der Polizei, ein Abgesandter des Unterausschusses Polizeiliche Informations- und Kommunikationsstrategien und -technik (UA IuK) sowie der Arbeitsgemeinschaft der Leiter des Landeskriminalämter und des Bundeskriminalamtes (AG Kripo).
Einige jedoch kamen auch in das Interesse der Öffentlichkeit, zum Beispiel die PDV 122 durch eine Verfassungsbeschwerde, mit anderen sehen sich alle Bewerber beim Auswahlverfahren für die Laufbahnen des mittleren und gehobenen Polizeidienstes konfrontiert (PDV 300: „Ärztliche Beurteilung der Polizeidiensttauglichkeit und der Polizeidienstfähigkeit“).
Viele Polizeidienstvorschriften werden durch zugehörige Landesteile der einzelnen Bundesländer ergänzt.

## Übersicht der gängigsten Polizeidienstvorschriften in der jeweils aktuellsten Fassung
- PDV 100 VS-NfD – Führung und Einsatz der Polizei (Ausgabe 2012, Stand 06/2024)
- PDV 102 VS-NfD – Grafische Darstellung von Einsätzen
- PDV 102 – Taktische Zeichen (Ausgabe 2020)
- PDV 122 – Einsatz von Wasserwerfern und Wasserarmaturen (Ausgabe 2003)
- PDV 129 VS-NfD – Personen- und Objektschutz (Ausgabe 1998, Stand 03/2021)
- PDV 130 (VS-NfD) – Einsatz der Polizei bei Staatsbesuchen und sonstigen Besuchen (Ausgabe 2011, Stand 04/2020)
- PDV 131 VS-NfD – Einsatz bei Entführungen (Ausgabe 2016, Stand 04/2020)
- PDV 132 VS-NfD – Einsatz bei Geiselnahmen (Ausgabe 2017, Stand 04/2020)
- PDV 133 VS-NfD – Einsatz bei herausragenden Erpressungen (Ausgabe 2024)
- PDV 134 VS-NfD – Einsatz bei Gefahren aus dem Luftraum (Ausgabe 2017, Stand 10/2023)
- PDV 135 VS-NfD – Einsatz bei Gefahren auf dem Wasser (Ausgabe 2014, Stand 08/2021)
- PDV 136 VS-NfD – Einsatz bei Anschlägen und der Gefahr von Anschlägen (Ausgabe 2020, Stand 08/2021)
- PDV 145 – Transporte von Einsatzeinheiten und Führungs- und Einsatzmitteln (Ausgabe 2001)
- PDV 201 VS-NfD – Aus- und Fortbildung für die Verwendung in Einsatzeinheiten (Ausgabe 2011, Stand 05/2016)
- PDV 202 – Aus- und Fortbildung an Führungs- und Einsatzmitteln der Einsatzeinheiten (Ausgabe 1999, Stand 09/2011)
- PDV 211 – Schießtraining in der Aus- und Fortbildung (Ausgabe 2005)
- PDV 230 – Übungen (Ausgabe 2004, Stand 04/2020)
- PDV 291 – Wettkampfordnung der Polizei (Ausgabe 2001)
- PDV 300 – Ärztliche Beurteilung der Polizeidiensttauglichkeit und Polizeidienstfähigkeit (Ausgabe 2012), (Ausgabe 1980, 1988, 1998, 2020)[2]
- PDV 350 – Vorschrift über die Wahrnehmung polizeilicher Aufgaben sowie über die Organisation der Landespolizei SH
- PDV 382 – Bearbeitung von Jugendsachen (Ausgabe 1996)[3]
- PDV 384.1 VS-NfD – Fahndung
- PDV 384.2 VS-NfD – Polizeiliche Beobachtung (Ausgabe 2004)
- PDV 386 – Informationsaustausch Rauschgiftkriminalität (Ausgabe 1998)
- PDV 389 – Vermisste, unbekannte Tote, unbekannte hilflose Personen (Ausgabe 2018, Stand 04/2020)
- PDV 403 VS-NfD – Sprengen (Ausgabe 1997)
- PDV 415 – Tauchdienst
- PDV 450 – Selbstschutz der Polizei
- PDV 550 – Flugdienst
- PDV 550 VS-NfD (BGS) – Einsatz von Hubschraubern des Bundesgrenzschutzes Ausgabe 1977, Neudruck 1994,[4]
- PDV 800 – Fernmeldeeinsatz (Ausgabe 2017)
- PDV 800 – Informations- und Kommunikationstechnik im Einsatz
- PDV 810.1 – Formelle elektronische Kommunikation (Elektronische Post) (Ausgabe 2016)>[5]
- PDV 810.2 – Sprech- und Datenfunkverkehr (Ausgabe 2017)
- PDV 810.3 – Sprechfunkdienst (Ausgabe 1983)
- PDV 870 VS-NfD – Kryptobetriebsdienst (Ausgabe 2016)
- PDV 982 – Anschießen der Pistolen, Maschinenpistolen und Gewehre (Ausgabe 2005)
- PDV 983 – Untersuchung und Instandsetzung von Schusswaffen der Polizei
- PDV 986 (RP) – Umgang mit Dienstwaffen und Munition in der Polizei des Landes Rheinland-Pfalz (Ausgabe 2011)

## Weitere/Historische Polizeidienstvorschriften
- PDV 360 (SH) – Polizeigewahrsamsordnung (PGO) für das Land Schleswig-Holstein, 1. Januar 1969 bis 29. November 1982, Neufassung in Erlaßform[6]
- PDV 384.3 – Informationsaustausch zur Bekämpfung überregionaler gefährlicher Intensivtäter (ÜGIT) Ausgabe 1973, Stand 1975, VS-NfD[7]
- PDV 400 – Der technische Dienst des Notstandszuges, Teil A, Baudienst, Bonn 1953, 262 Seiten[8]
- PDV 402 – Überqueren von Binnengewässern (Ausgabe Bonn 1972)[9]
- PDV 404 – Der technische Dienst des Notstandszuges Teil E : Katastrophendienst[10]
- PDV 836/862 – Feldfernsprecher 54 OB/ZB (FF54 OB/ZB) (Ausgabe 1962)[11]
- PDV 850 – Vorschrift für den Fernschreibdienst (Fernschreibordnung) Ausgabe 1970, Stand 1978, mit Verzeichnis der Betriebsstellen und Kennzeichen des Polizei-Fernschreibnetzes, Stand 1992.[12]
- PDV 837/863 – Feldvermittlung 54 OB/10 (Ausgabe 1958)[13]
- PDV 902 Die Pistole 7,65 mm × 17 (Walther) (Ausgabe 1968), 46 Seiten[14]
- PDV 912 – Die Maschinenpistole 9 mm × 19 - MP 5, Ausgabe 1970, 38 Seiten[15]
- PDV 913 – Das Gewehr Kaliber 7,62 mm × 51 (G 1), Ausgabe 1962, 111 Seiten[16]
- PDV 918 (SH) – Maschinengewehr, 7,62 mm × 51 MG1 / MG2 (Ausgabe 1968)[17]
- PDV 9601 – Vorschrift über Untersuchung der Läufe für Handwaffen und Maschinengewehre, 20 Seiten, 1954[18]
- PDV 9703 – Vorschrift über das Verwalten der Waffen, des Geräts und der Munition bei den Einheiten[19]
- PDV 991 – Munitionsbehandlung 1 Behandlung von Munition für Handfeuerwaffen und Maschinengewehre, Leucht- und Signalmunition, Ausgabe 1952, 24 Seiten[20]
- PDV 992 – Vorschrift über das Verwalten der Waffen, des Geräts und der Munition bei den Einheiten[21]